# Речна змијуљица (врста)
Речна змијуљица (Lampetra fluviatilis) је вијун из реда Petromyzontiformes и породице Petromyzontidae.

## Распрострањење
Ареал врсте обухвата већи број држава у Европи. Врста има станиште у Белгији, Белорусији, Данској, Естонији, Ирској, Летонији, Литванији, Луксембургу, Немачкој, Норвешкој, Пољској, Португалу, Русији, Уједињеном Краљевству, Украјини, Финској, Француској, Холандији, Чешкој и Шведској.

## Станиште
Станишта врсте су језера и језерски екосистеми, речни екосистеми и слатководна подручја.

## Начин живота
Речна змијуљица прави гнезда у брзим слатководним токовима. Расте у слаткој води, а мигрира у слану воду по одрастању. У мору је паразитска риба најчешће на врстама из породица Clupeidae и Gadidae. Плен је обично убијен јер му је ткиво поступно поједено.

## Угроженост
Ова врста није угрожена, и наведена је као последња брига јер има широко распрострањење.